# 솔잎란
솔잎란은 주로 한국·일본 등지에 분포하는 여러해살이 상록성 양치식물이다. 학명은 Psilotum nudum이다.

## 특징
뿌리줄기는 뿌리가 없고 땅속을 분지하면서 뻗는다. 땅위줄기는 높이 10-35cm이고 2갈래로 분지를 되풀이하여 비 모양이 된다. 작은 가지는 지름 1-1.5mm이며 단면은 삼각형 모양이고 손톱 모양의 작은 잎이 드문드문 붙어 있는 외에는 벌거숭이이다. 포자낭은 2갈래로 나뉜 돌기 모양의 잎에 싸여 작은 가지 위에 생긴다. 포자낭은 지름 약 2mm이고, 속은 3실로 나뉘어 각각 익어 노란색이 되면 세로로 벌어진다. 양치식물이지만 전엽체는 심장꼴로 되지 않고 막대 모양이며, 끊어졌다 이어지는 관다발을 가진다. 솔잎란은 나무 위나 바위 위에 착생하며 부처손과 함께 관엽식물로 많은 품종이 만들어지고 있다. 배수가 잘 되는 모래에 부식토와 물이끼를 섞어 화분에 심으면 쉽게 재배할 수 있다.